# Jin Akanishi
 (mai 2017).
Si vous disposez d'ouvrages ou d'articles de référence ou si vous connaissez des sites web de qualité traitant du thème abordé ici, merci de compléter l'article en donnant les références utiles à sa vérifiabilité et en les liant à la section « Notes et références ».
Jin Akanishi (赤西 仁, Akanishi Jin), né le 4 juillet 1984 à Kōtō, Tokyo est une idole japonaise, chanteur-compositeur et interprète, acteur et ancien animateur radio. Jin est un ancien membre du groupe J-pop KAT-TUN qui est l'un des plus populaires boys band au Japon. Il y était l'un des deux chanteurs principaux avec Kazuya Kamenashi. Il mène depuis juillet 2010 une carrière solo.

## Biographie
Né dans la préfecture de Chiba le 4 juillet 1984, c'est l'aîné de la famille. Il a un frère cadet, Reio Akanishi, qui travaille également dans le domaine du divertissement en tant qu'acteur sous le nom de scène de Fuuta.
C'est en 1997, alors que sa famille a déménagé à Tokyo, qu'un camarade de classe de primaire a envoyé une photo de Jin au magazine d'idoles Miojo. C'est ainsi qu'il se fait remarquer pour la première fois. Sa mère forcera ensuite la chance, une fois Jin adolescent, en envoyant une lettre à la Johnny's Entertainment où il fera ses débuts peu de temps après et deviendra ami avec Tomohisa Yamashita, avec qui il est encore très proche aujourd'hui.
Il était membre du groupe KAT-TUN depuis sa création en 2001 jusqu'à octobre 2010. Durant cette période, il s'est absenté 6 mois à Los Angeles, du 13 octobre 2006 au 19 avril 2007, pour perfectionner son anglais mettant entre parenthèses ses activités avec les KAT-TUN.
En octobre 2010, il commence sa carrière solo.
Il s'est marié le 2 février 2012 à l'actrice japonaise Meisa Kuroki. Leur premier enfant, une petite fille nommée Theia est née le 23 septembre 2012. Ils accueillent leur second enfant Kurumu, un garçon, le 6 juin 2017. Le 25 décembre 2023, Kuroki et Akanishi annoncent leur divorce.

## Carrière
Jin Akanishi était le « A » dans KAT-TUN (le nom du groupe est un acronyme constitué de l'initiale du nom de famille de chacun des membres)et est l'un des deux membres les plus populaires du groupe avec Kamenashi Kazuya.
Il est devenu membre de Johnny & Associates Entertainment Agency via une audition, le 8 novembre 1998, à l'âge de 14 ans. Il a passé la première étape de l'audition, son nom n'avait pas été retenu. Il était sur le point de partir mais il avait oublié de rendre son badge, il demanda à un « homme étrange » où il devait rendre son passe d'entrée. Ce dernier lui fit signe de rester et il put se rendre à la seconde audition. Cet homme était en fait Johnny Kitagawa lui-même.
KAT-TUN était à l'origine le groupe de danseurs d'un autre groupe de Johnny's, KinKi Kids, mais la popularité inattendue du groupe a mené l'agence à les considérer comme un groupe à part entière. Pour des raisons encore inconnues, les KAT-TUN ne furent pas rapidement Major. Ce ne fut que 5 ans plus tard, en 2006, une fois que leur cote de popularité, au Japon et en Asie de l'Est, eut atteint des sommets qu'ils le devinrent et qu'ils atteignirent des records de ventes avec leur single Real Face, leur DVD Real Face (making of du clip) et leur premier album (Best of KAT-TUN).
Jin a participé à l'écriture de nombreuses chansons de KAT-TUN, notamment « Care », « Hesitate » qu'il interprète à de nombreuses reprises en live en solo. Il joue de la guitare et est à l'origine de la musique et des paroles de « Murasaki », « Ha-Ha » et « Pinky » dont il est également l'interprète. Il collabore avec Ueda Tatsuya pour la création de la chanson « Butterfly ».
En 2007, il a été classé #1 par le magasin DUET, dans la catégorie de « l'amoureux le plus désiré » et l' « idole la plus sexy » au Japon.
En novembre 2007, KAT-TUN a encore une fois montré sa grande popularité en atteignant directement le Top de Oricon (classement hebdomadaire des meilleures ventes de musique) avec leur single « Keep the faith ». En outre, ils sont à l'origine d'un nouveau record japonais en arrivant à la 6e place du classement United World Chart, le seul single à avoir fait aussi bien était « Flavour of Life » d'Utada Hikaru, arrivé à la 11e place.
« Keep the Faith » est aussi la BO du dernier drama en date de Jin, sorti le 17 octobre 2007, Yukan Club. C'est son premier rôle dans un drama depuis son retour au Japon après ses 6 mois d'études à Los Angeles.
Depuis avril 2007, KAT-TUN a commencé sa propre émission de télévision « Cartoon KAT-TUN », diffusée le mercredi de 23h58 à 00h28 sur Nihon Television (NTV). Jin les a rejoints dans l'émission à son retour après la diffusion des 6 premiers épisodes.
Jin a aussi remplacé Tanaka Koki dans l'émission de radio « KAT-TUN Style », qu'il coanime avec Taguchi Junnosuke, du lundi au vendredi de 23h25 à 23h55. Tous les deux avaient aussi choisi de faire le 24-hour Marathon radio pour Noël, animant la radio non stop de midi le 24 décembre au lendemain midi le 25 décembre.
Akanishi Jin a fait deux duos avec la célèbre Crystal Kay : Wonder et Helpless Night. Wonder est la chanson que Jin interprète durant le concert Break the Records, tandis que Helpless Night apparait dans le troisième album de Crystal Kay.
En automne 2009, il sort un album, appelé BANDAGE, BO du film du même nom qui sort au cinéma en janvier 2010. Dans le film, il y joue Natsu, le vocaliste du groupe de rock LANDS. C'est d'ailleurs avec ce même groupe LANDS qu'il sort l'album BANDAGE.
Ce nouvel album, qui se fait donc sans KAT-TUN, crée certaines polémiques parmi les fans de KAT-TUN et Jin, certains craignant qu'il ne quitte le groupe.
Le 17 juillet 2010, lors de la tournée de KAT-TUN, Johnny Kitagawa, directeur de la Johnny's, révèle qu'Akanishi quitte le groupe pour une simple et bonne raison. « KAT-TUN n'est pas un moyen de repli ! ». « Même s'il ne réussit pas avec sa musique en Occident, il ne doit pas croire que KAT-TUN l'accueillera à nouveau. Il a voulu faire sa carrière en solo et, au cas où, il y aura toujours le Japon pour l'admirer. Mais j'espère sincèrement le voir réussir en Amérique et ailleurs. C'est son plus grand rêve, après tout ! ».
Le 9 décembre 2010, il signe avec le label Warner music pour une carrière autant sur le plan national qu'international. Il effectue plusieurs concerts aux États-Unis avec la tournée « Yellow Gold Tour 3011 ». Cette tournée est l'occasion pour lui de se confronter au public américain et de montrer son identité musicale aux consonances plus r'n'b.
Il effectue une série de concerts en janvier et février 2011 (dates ajoutées dû à la demande) au Japon « U.S Tour Triumph Live 3011 » avec des dates à Tokyo et à Osaka-Kobe.
En novembre 2011, il sort son premier single aux États-Unis, Test Drive qui rencontre un accueil assez chaleureux. Il est rapidement suivi par une sortie japonaise d'un autre single intitulé Seasons mêlant anglais et japonais.
En janvier 2012, Sun Burns Down, son second single sort aux États-Unis. L'album Japonicana qui sort simultanément aux États-Unis et au Japon le 7 mars. Une tournée de 5 dates passant par New York, Los Angeles ou encore Honolulu se déroule au début de l'année 2012.
Il met sa carrière entre parenthèses après l'annonce dans la presse japonaise de son mariage secret avec l'actrice Meisa Kuroki, au début de février 2012. Des rumeurs circulent alors. Meisa et Jin ne se connaissaient que depuis 2 ans et semblaient se fréquenter depuis seulement quelques mois alors. La presse s'empare de l'affaire et annonce que le mariage est arrangé car Meisa serait enceinte. La rumeur n'est pas vraiment démentie mais s'avère fondée puisque leur fille nait le 23 septembre 2012. Jin se retrouve victime d'un boycott de Johnny Kitagawa qui annule toutes ses participations aux évènements de la Johnny's Entertainment. Ce dernier n'avait pas apprécié que Jin lui cache toute cette affaire.
Ce n'est qu'en août 2013 que Jin fait un retour remarqué avec le single Hey what's up! qui rencontre un joli succès dès les premiers jours de sa sortie. L'annonce de la sortie du DVD Live de la tournée Japonicana suit, la sortie étant prévue pour courant septembre 2013.

## Anciens groupes
- Musical Academy Dancing (M.A.D.)
- J2000
- Beautiful American Dream (B.A.D.)
- LANDS
- KAT-TUN
- JINTAKA

## Dramas
- Yukan Club (NTV, 2007)
- Anego (NTV, 2005)
- Gokusen 2 (NTV, 2005)
- Christmas Nante Daikirai(Xmasなんて大嫌い) (NTV, 2004)
- Omae No Yukichi Ga Naiteiru (TV Asahi, 2001)
- Haregi, Koko Ichiban (NHK, 2000)
- Taiyou wa Shizumanai (Fuji TV, 2000)
- Best Friend (1999)
- Ppoi! (1999)
- Kowai Nichiyoubi (1999)

## Publicités
1. NTT Docomo [FOMA902i series]
2. SKY Perfect!
3. Lipsbalm Rohto Mogita
4. Nintendo Game Cube Dance Dance Revolution (together with Kamenashi Kazuya)
5. Oronamin C
6. Lotte Gum +X (Green Apple, Blue Citrus, Pink Berry)
7. Crunky Chocolate
8. Oxy

## Films
- "Bandage", sorti le 16 janvier 2010
- " 47 Ronin", sorti le 25 décembre 2013

## Singles
- "Bandage", sorti le 20 novembre 2009
- "Eternal", sorti le 2 mars 2011
- "Test Drive" feat. Jason Derulo, sorti le 8 novembre 2011
- "Seasons", sorti le 28 décembre 2011
- "Sun Burns Down", sorti le 24 janvier 2012
- "Hey what's up!", sorti le 7 août 2013
- "Ai Naru Hou e", sorti le 3 octobre 2013
- "Good time", sorti le 6 août 2014

## Albums
- "Olympos", sorti le 16 janvier 2010
- "Japonicana", sorti le 7 mars 2012
- "#JustJin", sorti le 6 novembre 2013
- "Mi amor", sorti le 12 novembre 2014
- "Me", sorti le 24 juin 2015
- "Audio Fashion" sorti le 22 juin 2016
- "Blessed" sorti le 12 décembre 2017

## Tournées en solo
Chacune des tournées de Jin donne également lieu à une sortie en DVD du live.
- "Yellow gold tour 3011 ", 2011
- "Japonicana tour", 2012
- "Club circuit tour", 2013
- "Jindependance tour", 2014
- "Me", 2015
- "Jin Akanishi Live Tour 2016 Audio Fashion"